# Bochumer Inventar zur berufsbezogenen Persönlichkeitsbeschreibung
Das Bochumer Inventar zur berufsbezogenen Persönlichkeitsbeschreibung (BIP, Hossiep & Paschen, 2019) ist ein psychologisches Testverfahren, das berufsrelevante Persönlichkeitsmerkmale systematisch erfasst. Hierzu werden dem Teilnehmer Aussagen vorgelegt, die er in Bezug auf das persönliche Zutreffen der Aussagen beurteilen soll. Die Antworten werden anhand relevanter beruflicher Dimensionen jeweils zu Zahlenwerten zusammengefasst, mittels eines Profilblatts grafisch dargestellt und in einem psychologischen Gutachten zusammengefasst. Das BIP kann in verschiedenen Kontexten angewendet werden, wie z. B. in Coachingmaßnahmen, Personalentwicklungsmaßnahmen, Auswahlprozessen oder zur persönlichen Standortbestimmung.
Der BIP lässt sich von anderen Persönlichkeitstests v. a. anhand seines expliziten Berufsbezugs abgrenzen, wobei die Normierung des Tests (d. h. inwieweit Persönlichkeitsmerkmale in der Allgemeinheit vertreten sind) ebenfalls an Berufstätigen erfolgt.

## Der Test

### Allgemeine Information
Zielgruppe des BIP sind Berufstätige (Fach- und Führungskräfte) und Arbeitssuchende im deutschsprachigen Raum. Die veröffentlichte (2., vollständig überarbeitete) Version des BIP umfasst 14 Skalen (berufsrelevante Aspekte der Persönlichkeit), die anhand von 210 zu bewertenden Aussagen (sog. Items) erfasst werden. Die aktuelle (6. revidierte) Forschungsversion misst insgesamt 17 Skalen mit Hilfe von 253 Items. Die Bearbeitungsdauer bewegt sich in der Regel zwischen 45 und 60 Minuten. Das BIP kann sowohl als Fragebogen im Papierformat als auch am Computer bearbeitet werden. Das Verfahren ist derzeit schon in folgende Sprachen übersetzt: Englisch, Französisch, Italienisch, Tschechisch, Niederländisch, Dänisch, Spanisch, Slowakisch, Portugiesisch, Bulgarisch, Kroatisch, Chinesisch, Ungarisch, Polnisch und Russisch. Die Sprachen brasilianisches Portugiesisch und Finnisch sind derzeit im Druck (Stand Juni 2015).

### Hauptbereiche und Interpretation der Skalen
Hauptbereiche des BIP sind die berufliche Orientierung, das Arbeitsverhalten, die sozialen Kompetenzen und die psychische Konstitution.

#### Berufliche Orientierung
Die berufliche Orientierung umfasst drei Skalen: Leistungsmotivation, Gestaltungsmotivation und Führungsmotivation. Die Skalenwerte werden im BIP folgendermaßen interpretiert:
Menschen mit hoher Ausprägung der Skala Leistungsmotivation stellen hohe Anforderungen an die eigene Leistung. Sie sind bereit, sich bei der Verfolgung ihrer Ziele stark zu engagieren und darum bemüht, die eigene Arbeit kontinuierlich zu verbessern.
Menschen mit einer hohen Skalenausprägung bei der Gestaltungsmotivation verfügen über einen starken Willen, durch ihre Tätigkeit gestaltend einzugreifen. Sie sind motiviert, Missstände zu beseitigen und versuchen, ihre eigenen Vorstellungen umzusetzen.
Menschen mit hoher Ausprägung auf der Skala der Führungsmotivation möchten Führungsverantwortung wahrnehmen. Sie können andere Menschen überzeugen und für ihre Auffassung gewinnen. Sie wirken auf andere mitreißend und begeisternd.
(Vgl. Hossiep, R., Paschen, M., 2003, zusätzlich: Wettbewerbsorientierung bei der Forschungsversion).

#### Arbeitsverhalten
Arbeitsverhalten umfasst ebenfalls drei Skalen: Gewissenhaftigkeit, Flexibilität und Handlungsorientierung.
Menschen mit hohen Skalenwerten auf der Gewissenhaftigkeitsskala halten sich sehr zuverlässig an Vereinbarungen, neigen verstärkt zu Perfektionismus und gehen bei der Bearbeitung von Aufgaben sehr sorgfältig vor.
Bei hohen Skalenwerten der Flexibilitätsskala weisen Personen verstärkt folgende Eigenschaften auf: Sie stellen sich problemlos auf neue Situationen ein, können uneindeutige Situationen gut tolerieren und sind in der Lage, Methoden und Vorgehensweisen rasch an sich verändernde Bedingungen anzupassen.
Personen mit hohen Skalenwerten bezüglich der Handlungsorientierung beginnen nach der Entscheidungsfindung unverzüglich mit der Umsetzung ihrer Entscheidung, arbeiten sehr zielorientiert und lassen sich durch Ablenkungen und Schwierigkeiten bei der Arbeitsausführung nicht beeinträchtigen.
(vgl. Hossiep, R., Paschen, M., 2003) (zusätzlich: Analyseorientierung bei der Forschungsversion)

#### Soziale Kompetenz
Soziale Kompetenz umfasst fünf Skalen: Sensitivität, Kontaktfähigkeit, Soziabilität, Teamorientierung und Durchsetzungsstärke. Die Skalenwerte werden im BIP folgendermaßen interpretiert:
Personen mit hoher Skalenausprägung bei Sensitivität haben ein gutes Gespür für die Stimmungen anderer und können zuverlässig die eigene Wirkung auf andere abschätzen. Ebenfalls können sie sich leicht auf verschiedene soziale Situationen einstellen.
Hohe Ausprägungen auf der Skala Kontaktfähigkeit zeichnen Personen aus, die auf andere Menschen zugehen und leicht Kontakte knüpfen können. Sie verfügen über vielfältige Beziehungen und Kontakte und kommen gern mit anderen Menschen zusammen.
Personen mit hohen Skalenwerten bei Soziabilität treten anderen Menschen freundlich und rücksichtsvoll gegenüber und schätzen Harmonie im Umgang mit anderen. Sie haben ebenfalls eine hohe Bereitschaft, sich in Teamarbeit an unterschiedliche Personen
anzupassen.
Typische Eigenschaften von Personen mit hoher Skalenausprägung bei Teamorientierung sind: Wille, im Team zu arbeiten und die Bereitschaft, Teamentscheidungen zu akzeptieren und mitzutragen. Darüber hinaus suchen diese Personen die gemeinschaftliche Arbeit und Kommunikation mit anderen.
Personen mit hohen Werten bei Durchsetzungsstärke setzen gerne ihre Vorstellungen durch und vertreten ihre Auffassung mit Nachdruck. Bei Auseinandersetzungen behalten sie die Oberhand.
(Vgl. Hossiep R., Paschen, M., 2003, zusätzlich: Begeisterungsfähigkeit bei der Forschungsversion).

#### Psychische Konstitution
Psychische Konstitution umfasst drei Skalen: Emotionale Stabilität, Belastbarkeit und Selbstbewusstsein. Die Skalenwerte werden im BIP folgendermaßen interpretiert:
Personen mit hoher emotionaler Stabilität reagieren bei Schwierigkeiten gelassen und lassen sich nicht entmutigen. Sie kommen schnell über Probleme und Misserfolge hinweg.
Hohe Skalenwerte auf der Skala Belastbarkeit werden so interpretiert, dass Personen resistent sind gegenüber Stress und sich auch unter Druck noch leistungsfähig fühlen. Darüber hinaus reagieren sie auch bei hoher Beanspruchung widerstandsfähig.
Personen mit hoher Ausprägung auf der Selbstbewusstseinsskala sind selbstsicher im sozialen Umgang und wenig besorgt über den Eindruck, den sie bei anderen hinterlassen. Sie bleiben ruhig in Situationen, in denen eine Bewertung der eigenen Person erfolgt.
(Vgl. Hossiep, R., Paschen, M., 2003).

## Gütekriterien
Das BIP kann sowohl als reliables als auch valides Testverfahren berufsbezogener Persönlichkeitsmerkmale betrachtet werden. Bei einer Stichprobe von 9302 Testteilnehmern ergeben sich für die BIP-Skalen hinsichtlich der inneren Konsistenz Werte von Cronbachs Alpha zwischen 0,75 und 0,92, was auf eine hohe Messgenauigkeit der Skalen hindeutet. Für die Retest-Reliabilität (also Zuverlässigkeit bei wiederholter Testung) ergeben sich für die BIP-Skalen jeweils Korrelationskoeffizienten zwischen 0,77 und 0,89, was für eine hohe Stabilität der erfassten berufsbezogenen Persönlichkeitsaspekte spricht (vgl. Hossiep & Paschen, 2003). Zudem besitzt das BIP eine hohe Kriteriumsvalidität (d. h., die Messwerte hängen mit relevanten externen Kriterien zusammen). So korrelieren die BIP-Messwerte sowohl mit dem beruflichen Entgelt (Adj. R² = 0,15, N = 5674), mit der hierarchischen Position (Adj. R² = 0,16, N = 5192), mit der eigenen Berufserfolgseinschätzung (Adj. R² = 0,24, N = 5745) und mit der Arbeitszufriedenheit (Adj. R² = 0,16, N = 4888). Ebenso korrelieren die Testskalen des BIP mit entsprechenden Testskalen anderer Persönlichkeitsfragebögen (EPI, NEO-FFI, 16PF-R) r = 0,54 bis 0,84 (siehe Hossiep & Paschen, 2003), was dafür spricht, dass das BIP auch das misst, was es zu messen beansprucht (Konstruktvalidität). Ebenso kann das BIP als objektives Messverfahren betrachtet werden. In Bezug auf die Durchführungsobjektivität liegt eine Anleitung zur standardisierten Durchführung vor.
In Bezug auf die Auswertungsobjektivität liegt bei händischer Auswertung (Papierversion) ein präzises standardisiertes Schema zum Vorgehen vor (inklusive Auswertungsschablone et cetera), das sich auch auf die computerisierte Auswertung übertragen lässt. Zur Interpretation der Skalenwerte existieren ausführliche Skalenkonzeptualisierungen und Musterinterpretationen (Hossiep & Paschen, 2003; Hossiep & Mühlhaus, 2005), die sich auf umfangreiche Normstichproben (Gesamtnormstichprobe bei der publizierten Version N = 9302, Gesamtnormstichprobe bei Forschungsversion derzeit N = 6207) beziehen.

## Rezeption
Laut einer Studie der Universität Zürich aus dem Jahre 2006 ist das BIP das einzige der neun in der Schweiz meisteingesetzten Persönlichkeitsverfahren, das sich nicht auf veraltete Theorien beruft, explizit für den berufsbezogenen Einsatz entwickelt wurde und daher als zeitgemäßes und wissenschaftlich fundiertes Verfahren anzusehen ist.
Für den Anwendungsbereich der Berufsberatung urteilt die Fachgruppe Diagnostik des Schweizer Verbandes für Berufsberatung, dass es sich im Bezug auf berufsrelevante Eigenschaften um das geeignetste deutschsprachige Verfahren handle.
Bernd Marcus nannte 2004 in der „Zeitschrift für Arbeits- und Organisationspsychologie“ die berufsbezogene Konstruktion und die umfangreiche Datenbasis als Vorzüge des BIP.

## Internationale Versionen
- R. Hossiep, M. Paschen (2003): Bochumský osobnostní dotazník – BIP (Tschechische Auflage). Praha: Testcentrum.[6]
- R. Hossiep, M. Paschen (2006): BIP – Inventario Bochum de Personalidad y Competencias (Spanische Auflage). Madrid: TEA Ediciones, S. A.[7]
- R. Hossiep, M. Paschen (2007): BIP – Bochumský inventár profesijných charakteristik osobnosti (Slowakische Auflage). Praha: Testcentrum.[8]
- R. Hossiep, M. Paschen (2007): BIP – Inventário de Personalidade e Competências para as Organizações (Portugiesische Auflage). Lisboa: CEGOC-TEA.[9]
- R. Hossiep, M. Paschen (2008): BIP – Business-focused Inventory of Personality (Englische Auflage). Oxford: Hogrefe.[10]
- R. Hossiep, M. Paschen (2008): BIP – Inventaire de Personnalité de Bochum dans le contexte professionnel (Französische Auflage). Paris: Hogrefe.[11]
- R. Hossiep, M. Paschen (2009): BIP – Werkgerelateerde persoonlijkheidsvragenlijst (Niederländische Auflage). Amsterdam: Hogrefe.[12]
- R. Hossiep, M. Paschen (2010): BIP – Business-focused Inventory of Personality (Dänische Auflage). Virum: Hogrefe.[13]
- R. Hossiep, M. Paschen (2011): BIP – Бизнес-ориентиран въпросник за оценка на личността в работата (Bulgarische Auflage). Kingsgate: Hogrefe.[14]
- R. Hossiep, M. Paschen (2013): BIP – Bochumski inventar za opis ličnosti u radnom okruženju (Kroatische Auflage). Jastrebarsko: Naklada Slap.[15]
- R. Hossiep, M. Paschen (2013): BIP – Business-focused Inventory of Personality (Italienische Auflage). Firenze: Hogrefe.[16]
- R. Hossiep, M. Paschen (2014): BIP – Bochumer Inventar zur berufsbezogenen Persönlichkeitsbeschreibung (Ungarische Auflage). Budapest: OS Hungary Tesztfejlesztő.[17]
- R. Hossiep, M. Paschen (2014): BIP – Bochumski Inwentarz Osobowościowych Wyznaczników Pracy (Polnische Auflage). Warszawa: Pracownia Testów.[18]
- R. Hossiep, M. Paschen (2015): Методика оценки профессионально важных качеств личности – BIP (Russische Auflage). Göttingen: Hogrefe.[19]
- R. Hossiep, M. Paschen (2015): Vprašalnik za oceno osebnosti na delovnem mestu – BIP (Slowenische Auflage). Ljubljana : Center za psihodiagnostična sredstva.[20]

## Ergänzende Verfahren
Als ergänzendes Verfahren bietet das Fremdbeschreibungsinventar zum BIP (BIP-FI) die Möglichkeit, das sogenannte Fremdbild einer Person zu erfassen. Dabei wird die Person durch eine andere Person (z. B. durch einen Arbeitskollegen) beschrieben. Dieses Fremdbild wird auf denselben 17 Persönlichkeitsdimensionen wie denen der Forschungsversion des BIP beschrieben. So lassen sich bei einem kombinierten Einsatz von BIP und BIP-FI Übereinstimmungen und Abweichungen zwischen dem Selbstbild und dem Fremdbild einer Person ermitteln. Ein möglicher Anwendungsbereich sind 360°-Audits.
Das Anforderungsmodul zum BIP (BIP-AM) stellt ein Verfahren dar, mit dem die überfachlichen Anforderungen einer Position systematisch und effizient analysiert werden können und ist somit den Instrumenten der Anforderungsanalyse zuzurechnen. Diese werden auf denselben 17 Persönlichkeitsdimensionen wie der Forschungsversion des BIP erfasst. In Kombination mit dem BIP lässt sich so die Passung einer Person und der jeweiligen Tätigkeit in Hinblick auf die überfachlichen Anforderungen bestimmen. Das 6-Faktoreninventar zum BIP (BIP-6F) bildet auf einer höheren Abstraktionsebene sechs übergeordnete Persönlichkeitsbereiche ab und gibt somit – im Gegensatz zum BIP, welches ein detailliertes Bild berufsbezogener Persönlichkeitseigenschaften liefert – einen Überblick über das berufsbezogene Selbstbild einer Person. Die sechs übergeordneten Faktoren stellen das Engagement, die Sozialkompetenz, die Disziplin, die Dominanz, die Stabilität und die Kooperation dar. Dieses Verfahren ist so wie das BIP seit Mai 2012 beim Hogrefe Verlag publiziert.